# Cristal do Sul
Cristal do Sul este un oraș în Rio Grande do Sul (RS), Brazilia.